# Architekturzentrum Wien

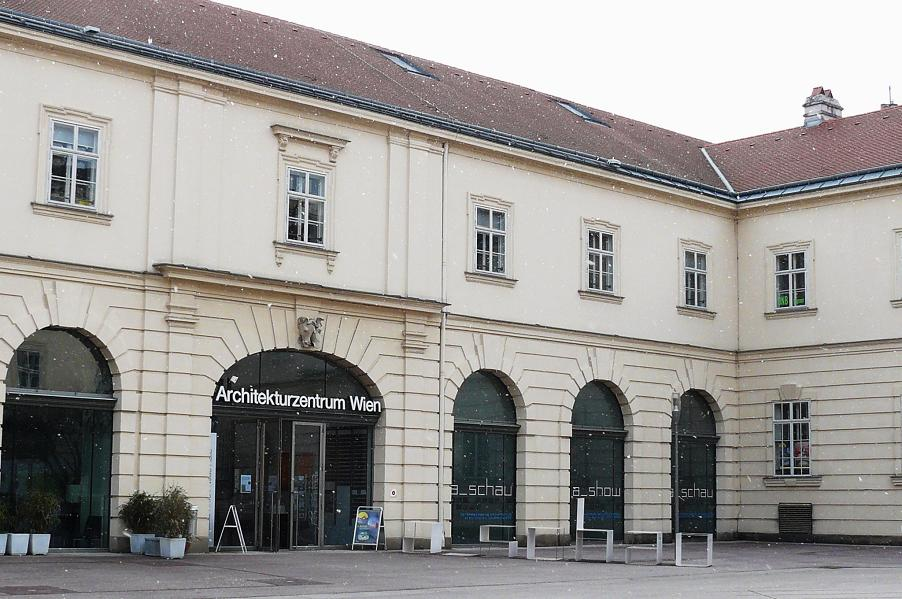
Entrada al museo.

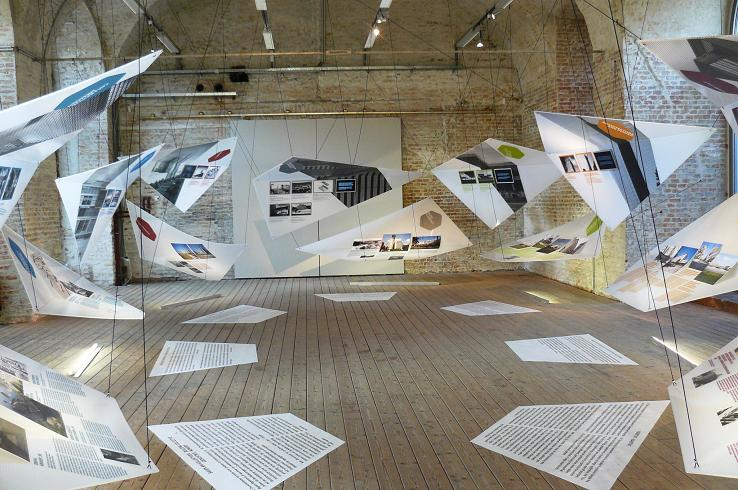
Exhibición.

El Architekturzentrum Wien ( Az W ) es un museo en Viena, en el Museumsquartier. Está concebido como un centro de exposiciones, eventos e investigaciones en arquitectura y temas afines, en particular la arquitectura y el diseño urbano de los siglos XX y XXI. Es el museo de arquitectura nacional de Austria.

## Actividades
La exposición permanente a_schau. Österreichische Architektur im 20. und Jahrhundert muestra la historia de la arquitectura austriaca desde 1850 hasta la actualidad. Las exposiciones temporales presentan la arquitectura contemporánea, ofreciendo nuevas perspectivas sobre la historia arquitectónica y los desarrollos futuros.
A través de una serie de eventos y actividades, la arquitectura se presenta como una "disciplina cultural, fenómeno cotidiano y proceso complejo". Estos eventos incluyen presentaciones y seminarios profesionales, visitas guiadas, talleres infantiles, publicaciones y el Congreso de Arquitectura de Viena. El café y restaurante del museo, MILO, también es bien conocido por su diseño interior.
El departamento de documentación e investigación opera una biblioteca especializada con 27,000 títulos de arquitectura, así como una base de datos y un léxico de arquitectura en línea ( Architektur Archiv Austria y Architektenlexikon en línea) y un archivo y colección relacionados con la arquitectura de los siglos XX y XXI.

## Historia
El centro fue fundado en 1993 como una organización sin fines de lucro. Surgió de una colaboración entre el gobierno nacional de Austria y la ciudad de Viena y es operado conjuntamente por el Ministerio Federal de Educación, Arte y Cultura y las oficinas de Viena de cultura y desarrollo urbano.
Después de ocho años de exposición temporal en el Museumsquartier, el Az W se trasladó a su actual ubicación en 2001. Cuenta con alrededor de 1000 m² de espacio expositivo a su disposición y organizó más de 150 exposiciones, 300 eventos y 600 excursiones arquitectónicas en su primera 15 años.